# Ново село (дем Негуш)
Вижте пояснителната страница за други значения на Ново село.
Ново село (понякога Мустафаагово село, Мустафча или Еникьой, на гръцки: Αρχάγγελος, Архангелос, до 1926 година Γενή Κιόι, Еникьой, до 1940 година Βάλτος, Валтос) е село в Република Гърция, в дем Негуш, област Централна Македония.

## География
Селото е разположено в Солунското поле, на надморска височина от 12 m, на 3 km югозападно от Пласничево (Крия Вриси) и на 18 km североизточно от град Негуш (Науса).

## История

### В Османската империя
В XIX век Ново село е българско село в Берска каза на Османската империя. Александър Синве („Les Grecs de l’Empire Ottoman. Etude Statistique et Ethnographique“) в 1878 година пише, че в Еникьой (Yéni-keuy), Берска епархия, живеят 750 гърци. В 1900 година според Васил Кънчов („Македония. Етнография и статистика“) в Ново село живеят 90 българи християни. По данни на секретаря на Българската екзархия Димитър Мишев („La Macédoine et sa Population Chrétienne“) в 1905 година в Ново село (Novo Selo) има 90 българи патриаршисти гъркомани.

### В Гърция
В 1912 година през Балканската война в селото влизат гръцки войски, а след Междусъюзническата война в 1913 година Ново село остава в Гърция. 
Боривое Милоевич пише в 1921 година („Южна Македония“), че Мустафагово село (Мустаф-агово Село) има 12 къщи славяни християни, но споменаваи и друго село - Мустачево, което има 25 къщи турци.
В 1924 година в селото са заселени гърци бежанци. В 1928 година Ново село е смесено местно-бежанско селище с 16 бежански семейства и 65 жители бежанци. В 1926 година селото е прекръстено на Валтос, а в 1940 година на Архангелос.
Землището на селото е много плодородно, тъй като цялото се напоява. Произвеждат се предимно овошки.
| Година    | 1913 | 1920 | 1928 | 1940 | 1951 | 1961 | 1971 | 1981 | 1991 | 2001 | 2011 | 2021 |
| --------- | ---- | ---- | ---- | ---- | ---- | ---- | ---- | ---- | ---- | ---- | ---- | ---- |
| Население | 118  | 119  | 174  | 319  | 346  | 397  | 367  | 396  | 378  | 380  | 308  | 272  |

## Личности
Родени в Ново село
- Анастас Стоянов (Αναστάσιος Στογιάννου), гръцки андартски деец и епитроп на гръцките училища в района на Ново село[11]
- Атанас Вергов (Αθανάσιος Βέργου), гръцки андартски деец и епитроп на гръцките училища в района на Ново село[11]